# Campion callosus
Campion callosus is een insect uit de familie van de Mantispidae, die tot de orde netvleugeligen (Neuroptera) behoort. 
Campion callosus is voor het eerst wetenschappelijk beschreven door Lambkin in 1986.